# Guie Do Baa
Guie Do Baa är en ort i Mexiko.   Den ligger i kommunen Ciudad Ixtepec och delstaten Oaxaca, i den sydöstra delen av landet, 500 km sydost om huvudstaden Mexico City. Guie Do Baa ligger 60 meter över havet och antalet invånare är 145.
Terrängen runt Guie Do Baa är kuperad norrut, men söderut är den platt. Runt Guie Do Baa är det ganska tätbefolkat, med 160 invånare per kvadratkilometer. Närmaste större samhälle är San Jerónimo Ixtepec, 8,0 km väster om Guie Do Baa. Omgivningarna runt Guie Do Baa är en mosaik av jordbruksmark och naturlig växtlighet.